# Jakob Pistotnig
Jakob Pistotnig (* 21. Juli 1945 in Sankt Veit an der Glan; † 24. Juli 2001 in Kirchbach) war ein österreichischer Unternehmer, Forstwirt und Politiker (FPÖ). Pistotnig war zwischen 1999 und 2001 Abgeordneter zum Nationalrat.

## Ausbildung und Beruf
Pistotnig besuchte von 1952 bis 1961 die Volks- und Hauptschule und von 1963 bis 1964 die Landwirtschaftliche Fachschule. Er leistete 1964 den Präsenzdienst ab und besuchte 1964 die Justizwacheschule.
Pistotnig war zwischen 1965 und 1966 als Hilfsarbeiter tätig und war zwischen 1966 und 1967 Justizwachebeamter. Pistotnig arbeitete zwischen 1968 und 1992 als kaufmännischer Angestellter und machte sich 1975 als Unternehmer im Bereich Kraftfahrzeug und Landtechnik, Handel und Reparaturwerkstätte selbständig. Ab 1990 war er zudem Land- und Forstwirt.

## Politik
Pistotnig begann seine politische Laufbahn in der Gemeindepolitik. Er war von 1989 bis 2001 Ortsparteiobmann der FPÖ Liebenfels und zwischen 1991 und 1999 Vizebürgermeister der Gemeinde. 1990 wurde Pistotnig zum Bezirksparteiobmann-Stellvertreter der FPÖ St. Veit an der Glan gewählt, ab 1991 war er Mitglied der Wirtschaftskammer Kärnten. Beide Funktionen übte er bis zu seinem Tod aus.
Pistotnig vertrat die FPÖ zwischen 1994 und 1999 als Abgeordneter zum Kärntner Landtag und von 29. Oktober 1999 bis 24. Juli 2001 im Nationalrat.

## Privates
Pistotnig war verheiratet und Vater eines Sohnes und einer Tochter. Er starb bei einem Arbeitsunfall.